# Денис Кудрјавцев
Денис Александрович Кудрјавцев  (рус. Денис Александрович Кудрявцев; Чељабинск, Русија, 13. април 1992) је руски атлетичар, чија је специјалност дисциплина трчање на 400 метара са препонама, првак Русије, освајач бронзане медаље на Европском првенству 2014. године. За репрезентацију Русије дебитовао је 2013. године.

## Спортска биографија
У јуну 2013. освојио је првенство младих сениора Русије, а у јулу исте године постао је првак Русије у сениорској конкуренцији.. У августу 2013. године улази у репрезентацију Русије, учествује на Светском првенству одржаном у Москви и завршава на 23. месту.
У марту 2014. осваја бронзану медаљу на првенству Русије у дворани, а у августу на Европском првенству у Цириху, бронзану медаљу.

## Значајнији резултати
| Год.   | Такмичење                                | Место             | Дисцилина | Пласман       | Резултат                                       |
| Русија | Русија                                   | Русија            | Русија    | Русија        | Русија                                         |
| ------ | ---------------------------------------- | ----------------- | --------- | ------------- | ---------------------------------------------- |
| 2011   | Европско јуниорско превнство             | Талин, Естонија   | 10.       | 400 м препоне | 52,15                                          |
| 2013   | Европско првенство за млађе сениоре У-23 | Тампере, Финска   | 10.       | 400 м препоне | 50,84                                          |
| 2013   | Светско првенство                        | Москва, Русија    | 23.       | 400 м препоне | 50,02                                          |
| 2014   | Светско првенство у дворани              | Сопот, Пољска     | 5.        | 4 х 400 м     | 3:07,12 Архивирано на веб-сајту (30. мај 2015) |
| 2014   | Европско првенство                       | Цирих, Швајцарска |           | 400 м препоне | 49,16                                          |